# كارل جورج
كارل جورج (بالإنجليزية: Karl George)‏ هو لاعب كرة قدم أمريكية أمريكي، ولد في 14 نوفمبر 1894 في غاليبوليس في الولايات المتحدة، وتوفي في 28 ديسمبر 1979.